# Manoir de la Perrine de Cry
Le manoir de la Perrine de Cry est un manoir situé à Avoise, en France.

## Description
Le manoir de la Perrine de Cry est situé sur un promontoire surplombant la Sarthe. Il se compose d'un corps de logis simple comprenant un grand pavillon flanqué d'une tourelle polygonale.

## Historique
Le manoir de la Perrine de Cry fut reconstruit après la guerre de Cent Ans et agrandi au XVIe siècle. Saisi pendant la Révolution, il fut réuni en 1829 au domaine du château de Dobert.
L'édifice est inscrit au titre des monuments historiques le 6 janvier 1926.